# Протокол інтернету для послідовної лінії
Протокол Інтернет для послідовної лінії (SLIP — Serial Line Internet Protocol)
Набірне пряме з'єднання часто називають SLIP (Serial Line Internet Protocol — протокол Internet для послідовної лінії), CSLIP — (Compressed Serial Line Internet Protocol — упакований SLIP) або PPP (Point to Point Protocol — протокол точка — точка). Дуже рідко зустрічається термін X-Remote. Це таке з'єднання TCP/IP, як і в постійному з'єднанні, але воно розраховано на використання телефонної лінії, а не інформаційної мережі.
За зручністю таке з'єднання знаходиться після постійного з'єднання. Через дорожнечу постійне з'єднання не підходить для індивідуальних споживачів і більшості невеликих компаній, та доступ SLIP набагато дешевший. За 1995 рік розцінки у світі знизились: оплата за встановлення становить від 30 до 40 доларів США, а розцінки за користування і експлуатацію такі ж, як і для набірного термінального з'єднання. Оскільки це телефонна послуга, в комп'ютері потрібний модем, а також потрібно набирати номер телефону, який повідомила сервісна компанія. Після з'єднання з комп'ютером сервісної компанії і входу в систему, ніяких розбіжностей, крім швидкості передачі даних, між доступом SLIP та постійним з'єднанням немає. Можливо передавати файли в свій комп'ютер і із нього так, ніби він є хост-комп'ютером. Фактично він ідентифікується в мережі як хост-комп'ютер.
В залежності від термінальної програми, можливо одночасно реалізовувати декілька сесій. Аналогічно тому, як комп'ютер сервісної компанії дозволяє одночасно працювати з Internet десяткам людей, можливо в різних вікнах виконувати декілька операцій, наприклад, передавати файли із комп'ютера А в одному вікні, робити пошук в базі даних комп'ютера В в другому вікні, працювати зі своїм каталогом файлів в третьому вікні.
На відміну від прямого термінального з'єднання, яке реалізується простою програмою терміналу, для набірного прямого з'єднання потрібно спеціальна програма, наприклад, SLIP. В останній час пропоновані програми значно поліпшились, їх інсталяція спростилася, а вартість зменшилась. Деякі сервісні компанії самі пропонують потрібну програму. Для такого з'єднання потрібний модем. Модем повинен мати відносно велику швидкість, мінімум 9600 бод, так як менша швидкість дуже сповільнює роботу.
Набірні прямі розрахунки дорожчі на початковому етапі, але при роботі витрати такі ж, як і в випадку термінального з єднання, тобто погодинна оплата однакова. Але при необхідності вести інтенсивні дослідження і часто отримувати файли з інших комп'ютерів набірний тип з'єднання потребує менше часу, ніж термінальний. Тут можливо отримувати файли із інших комп'ютерів безпосередньо на жорсткий диск свого комп'ютера, а не на сервісний комп'ютер як при термінальному з'єднанні. Набірне пряме з'єднання дозволяє працювати з графічними інтерфейсами з відображенням та звуком.

#### Байт стаффінг
В кінці кожного SLIP пакету міститься унікальний маркер END (0xC0). Якщо в середині пакету зустрічається байт даних, який рівний 0xC0, то він буде замінений послідовністю двох байт 0xDB 0xDC. Байт 0xDB є ESC символом. Він, в свою чергу, в потоці даних замінюється послідовністю 0xDB 0xDD.
Наприклад:
| «Сирі» дані    | SLIP послідовність            |
| 0x12 0xa0 0x93 | 0x12 0xa0 0x93 0xC0           |
| 0x57 0xC0 0x89 | 0x57 0xDB 0xDC 0x89 0xC0      |
| 0xDB 0xF7 0x52 | 0xDB 0xDD 0xF7 0x52 0xC0      |
| 0xC0 0xDB 0x0F | 0xDB 0xDC 0xDB 0xDD 0x0F 0xC0 |

Маркер END додатково може міститися на початку пакету. Тоді, під час розкодування даних, він ігнорується.

## CSLIP
Версія SLIP із стиснутим заголовком називається англ. Compressed SLIP (CSLIP). Алгоритм стиснення, що використовується в CSLIP, відомий як стиснення заголовка TCP / IP Ван Якобсона. CSLIP не впливає на корисний набір даних пакета і не залежить від будь-якого стиснення модемом послідовної лінії, що використовується для передачі. Він зменшує заголовок протоколу управління передачею (TCP) з двадцяти байт с до семи байт. CSLIP не впливає на дейтаграми User Datagram Protocol (UDP).